# Carl L. Semler
Carl L. Semler ( 1875 - 1955 ) fue un botánico alemán, que trabajó taxonómicamente con la familia escrofulariáceas

## Honores

### Eponimia
- (Scrophulariaceae) Alectorolophus semleri Sterneck ex Behrend. & Sterneck[1]
- La abreviatura «Semler» se emplea para indicar a Carl L. Semler como autoridad en la descripción y clasificación científica de los vegetales.[2]